# کارل زایس آگ
کارل زایس آگ (به آلمانی: Carl Zeiss AG) (تلفظ آلمانی: [ˌkaʁl ˈtsaɪs]) یک تولیدکننده آلمانی سامانه‌های نوری، اندازه‌گیری‌های صنعتی و وسایل پزشکی است که در ینا، آلمان در سال ۱۸۴۶ میلادی توسط کارل زایس عینک‌ساز همراه با ارنست کارل آبه (شروع همکاری در ۱۸۶۶) و اوتو شوت (شروع همکاری در ۱۸۸۴) پایه‌گذاری شد.
اکنون دو بخش از این شرکت وجود دارد؛ کارل زایس آگ واقع در اوبرکوخن به همراه شرکت‌های تابعه مهمش در آلن، گوتینگن و مونیخ و شرکت مسئولیت محدود کارل زایس که در ینا واقع است.